# 1762
Năm 1762 (số La Mã: MDCCLXII) là một năm thường bắt đầu vào thứ Sáu trong lịch Gregory (hoặc một năm thường bắt đầu vào thứ ba của lịch Julius chậm hơn 11 ngày).

## Sinh
- 29 tháng 4 - Jean-Baptiste Jourdan, người Pháp (mất 1833)
- 19 tháng 5 - Johann Gottlieb Fichte, nhà triết học Đức (mất 1814)
- 12 tháng 8 - King George IV của Vương quốc Anh (mất 1830)
- 11 tháng 9 - Joanna Baillie, nhà văn người Scotland (mất 1851)
- 23 tháng 10 - Samuel Morey, nhà phát minh người Mỹ (mất 1843)
- 30 tháng 10 - André Chénier, nhà văn người Pháp (mất 1794)
- 1 tháng 11 - Spencer Perceval, Thủ tướng Vương quốc Anh (mất 1812)

## Mất
- 5 tháng 1 - Elizabeth của Nga (sinh 1709)
- 11 tháng 1 - Louis-François Roubiliac, nhà điêu khắc người Pháp (sinh 1695)
- 11 tháng 2 - Johann Tobias Krebs, nhà soạn nhạc Đức (sinh 1690)
- 12 tháng 2 - Laurent Belissen, nhà soạn nhạc Pháp (sinh 1693)
- 20 tháng 2 - Tobias Mayer, nhà thiên văn học Đức (sinh 1723)
- 21 tháng 3 - Nicolas Louis de Lacaille, nhà thiên văn học Pháp (sinh 1713)
- 26 tháng 5 - Alexander Gottlieb Baumgarten, nhà triết học Đức (sinh 1714)
- 17 tháng 6 - Prosper Jolyot de Crébillon, nhà văn người Pháp (sinh 1674)
- 19 tháng 6 - Johann Ernst Eberlin, nhà soạn nhạc Đức (sinh 1702)
- 13 tháng 7 - James Bradley, Nhà thiên văn Hoàng gia Anh (sinh 1693)
- 28 tháng 7 - George Dodington, 1st Baron Melcombe, nhà chính trị Anh (sinh 1691)
- 21 tháng 8 - Lady Mary Wortley Montagu, nhà văn người Anh (sinh 1689)
- 31 tháng 8 - Nhật hoàng Momozono của Nhật Bản (sinh 1741)
- 17 tháng 9 - Francesco Geminiani, nhà soạn nhạc Ý (sinh 1687)
- 6 Tháng 10 - Francesco MANFREDINI, nhà soạn nhạc Ý (sinh 1684)